# 580
Évszázadok: 5. század – 6. század – 7. század
Évtizedek: 530-as évek – 540-es évek – 550-es évek – 560-as évek – 570-es évek – 580-as évek – 590-es évek – 600-as évek – 610-es évek – 620-as évek – 630-as évek
Évek: 575 – 576 – 577 – 578 –  579 – 580 – 581 – 582 – 583 – 584 – 585

## Események

### Bizánci Birodalom
- Az avarok az évente fizetett bizánci adó ellenére ostrom alá veszik Sirmiumot. A perzsa háború miatt meggyengült dunai határon tömegesen kelnek át a szlávok, hogy letelepedjenek a Balkánon.
- A perzsa háborúban Maurikiosz fővezér új offenzívát indít és betör a Tigris folyón túlra.
- II. Tiberiosz császár meghívására Konstantinápolyba érkezik III. al-Mundir, a szövetséges arab Gasszánida dinasztia királya. A császár engedélyével monofizita zsinatot hív össze, ahol igyekszik elsimítani a különféle irányzatok közötti nézeteltéréseket és megkéri Tiberioszt, hogy törölje el az egyházat sújtó megkülönböztető rendeleteket. Mikor hazatér, megtudja hogy távollétét kihasználva a rivális Lahmidák betörtek országába, így megtámadja és legyőzi a fosztogatókat.

### Európa
- Liuvigild vizigót király zsinatot hív össze Toledóba, hogy összebékítse az ariánus és katolikus keresztényeket, de nem jár sikerrel.
- Vérhasjárvány tör ki a frank Neustriában. I. Chilperic király is megbetegszik, de felgyógyul; harmadik feleségével, Fredegunddal közös három fia (Chlodebert, Dagobert és Samson), viszont belehal a betegségbe. Fredegund elküldi a király legidősebb, első feleségétől, Audoverától született fiát, Clovist egy olyan városba ahol legerősebben dúl a járvány, de amikor nem történik baja, inkább anyjával együtt meggyilkoltatja. Clovis húgát, Basinát apácának szentelik fel, hogy megmentsék Fredegund orgyilkosaitól.

### Szászánida Birodalom
- Meghal III. Bakuriosz, a perzsa vazallus Kaukázusi Ibéria királya. IV. Hurmuz szászánida sah felszámolja a királyságot és perzsa tartománnyá konvertálja.

### Kína
- Az Északi Csou dinasztia régense és lemondott császára, a 21 éves Hszüan hirtelen megbetegszik és meghal. Halála előtt apósát, Jang Csient teszi meg fia, a 7 éves Csing császár régensévé.

## Születések
- Bilál ibn Ribáh, Mohamed próféta követője
- Fabia Eudokia, Hérakleiosz bizánci császár felesége
- Hitvalló Szent Maximosz, bizánci teológus
- Landeni Pipin, frank majordomus
- Umm Szalama, Mohamed próféta hatodik felesége
- Vej Cseng, kínai történetíró

## Halálozások
- Audovera, I. Chilperic frank király felesége
- III. Bakuriosz, ibériai király
- Bragai Szent Márton, teológus
- Csou Hszüan-ti, Északi Csou császára

## Fordítás
- Ez a szócikk részben vagy egészben  a(z)   580 című angol Wikipédia-szócikk ezen változatának fordításán alapul.  Az eredeti cikk szerkesztőit annak laptörténete sorolja fel. Ez a jelzés csupán a megfogalmazás eredetét és a szerzői jogokat jelzi, nem szolgál a cikkben szereplő információk forrásmegjelöléseként.